# Georg Rydeberg
Olof Georg Rydeberg (født 21. juli 1907 i Örgryte kirkesogn i Göteborg, død 22. februar 1983 i Oscars kirkesogn i Stockholm) var en svensk skuespiller, der medvirkede i mere end 70 film mellem 1932 og 1981.

## Udvalgt filmografi
- Landskamp (1932)
- Pigernes Alfred (1935)
- En kvindes ansigt (1938)
- Tænk, om jeg blev gift med præsten (1941)
- Mellem to tog (1943)
- Narkose (1944)
- Lidenskab (1945)
- To kvinder (1947)
- For min hede ungdoms skyld (1952)
- En kvinde jages (1953)
- Foreign Intrigue (tv-serie, 1955)
- Skør efter noder (1956)
- Skandale i Lilleby (1956)
- Er svenskerne sådan (1964)
- Mennesker mødes og sød musik opstår i hjertet (1967)
- Ulvetimen (1968)
- Bröderna Malm (tv-serie, 1972)
- En håndfuld kærlighed (1974)
- Katitzi (tv-serie, 1979)
- Sejled' op ad åen (1981)